# Великоберезнянська сільська рада
Великобере́знянська сільська́ ра́да — колишня адміністративно-територіальна одиниця та орган місцевого самоврядування в Полонському районі Хмельницької області. Адміністративний центр — село Велика Березна.

## Загальні відомості
Великоберезнянська сільська рада утворена в 1923 році.
- Територія ради: 5,842 км²
- Населення ради: 2 269 осіб (станом на 2001 рік)
- Територією ради протікає річка Хомора

## Населені пункти
Сільській раді були підпорядковані населені пункти:
- с. Велика Березна
- с. Адамів
- с. Варварівка
- с. Радісне

## Склад ради
Рада складалася з 16 депутатів та голови.
- Голова ради: Дончук Ніна Андріївна

### Керівний склад попередніх скликань
| Прізвище, ім'я, по батькові | Основні відомості                                                 | Дата обрання | Дата звільнення |
| --------------------------- | ----------------------------------------------------------------- | ------------ | --------------- |
| Дончук Ніна Андріївна       | Сільський голова, 1965 року народження, освіта вища, позапартійна | 26.03.2006   | 31.10.2010      |
| Дончук Ніна Андріївна       | Сільський голова, 1965 року народження, освіта вища, позапартійна | 31.10.2010   |                 |

Примітка: таблиця складена за даними сайту Верховної Ради України

### Депутати
За результатами місцевих виборів 2010 року депутатами ради стали:

#### За суб'єктами висування
| Суб'єкт висування           | Кількість обраних депутатів | %    |
| --------------------------- | --------------------------- | ---- |
| Самовисування               | 11                          | 68,8 |
| Комуністична партія України | 4                           | 25   |
| Партія регіонів             | 1                           | 6,3  |

#### За округами
| № округу                    | Прізвище, ім'я, по батькові   | Дата визнання обраним | Освіта             | Партійна приналежність            | Відомості про обраного депутата             |
| --------------------------- | ----------------------------- | --------------------- | ------------------ | --------------------------------- | ------------------------------------------- |
| Комуністична партія України |                               |                       |                    |                                   |                                             |
| 2                           | Назарчук Неля Петрівна        | 01.11.2010            | середня            | позапартійна                      | тимчасово не працює                         |
| 9                           | Леган Віктор Васильович       | 01.11.2010            | вища               | позапартійний                     | Агрофірма «Сварог», агроном                 |
| 11                          | Яковишин Василь Михайлович    | 01.11.2010            | середня спеціальна | член Комуністичної партії України | пенсіонер                                   |
| 15                          | Яловик Валерій Савелійович    | 01.11.2010            | середня            | позапартійний                     | тимчасово не працює                         |
| Партія регіонів             |                               |                       |                    |                                   |                                             |
| 14                          | Сарнацька Валентина Аліківна  | 01.11.2010            | середня            | член Партії регіонів              | Великоберезнянська сільська рада, секретар  |
| Самовисування               |                               |                       |                    |                                   |                                             |
| 1                           | Шевчук Майя Сергіївна         | 01.11.2010            | середня            | позапартійна                      | приватний підприємець, продавець            |
| 3                           | Яремчук Марія Петрівна        | 01.11.2010            | середня            | позапартійна                      | пенсіонер                                   |
| 4                           | Босюк Любов Анатоліївна       | 01.11.2010            | середня            | позапартійна                      | м. Полонне, соціальний працівник            |
| 5                           | Босюк Валентина Петрівна      | 01.11.2010            | середня            | позапартійна                      | фельдшерсько-акушерський пункт, завідувачка |
| 6                           | Гейчук Олександр Анатолійович | 01.11.2010            | середня спеціальна | позапартійний                     | фермерське господарство «Лебідь», агроном   |
| 7                           | Тирановець Олена Петрівна     | 01.11.2010            | середня спеціальна | позапартійна                      | Великоберезнянська сільська рада, бухгалтер |
| 8                           | Ковальчук Сергій Іванович     | 01.11.2010            | середня            | позапартійний                     | тимчасово не працює                         |
| 10                          | Яремчук Людмила Михайлівна    | 01.11.2010            | середня            | позапартійна                      | тимчасово не працює                         |
| 12                          | Світик Людмила Василівна      | 01.11.2010            | вища               | позапартійна                      | Великоберезнянська сільська рада, бухгалтер |
| 13                          | Мельник Галина Володимирівна  | 01.11.2010            | середня спеціальна | позапартійна                      | фельдшерсько-акушерський пункт, медсестра   |
| 16                          | Хашабрханова Віра Василівна   | 01.11.2010            | середня            | позапартійна                      | тимчасово не працює                         |